# Byam Martin Channel
Der Byam Martin Channel ist ein natürlicher Wasserweg durch den zentralen kanadisch-arktischen Archipel in Qikiqtaaluk, Nunavut, Kanada. Er trennt Mackenzie King Island und die Melville-Insel (im Westen) von Lougheed Island, Cameron Island, Île Vanier, Massey Island und Île Marc (im Osten). Im Süden mündet er in den Byam Channel und den Austin Channel.